# Antipatriotisme
L'antipatriotisme est l'idéologie qui s'oppose au patriotisme.

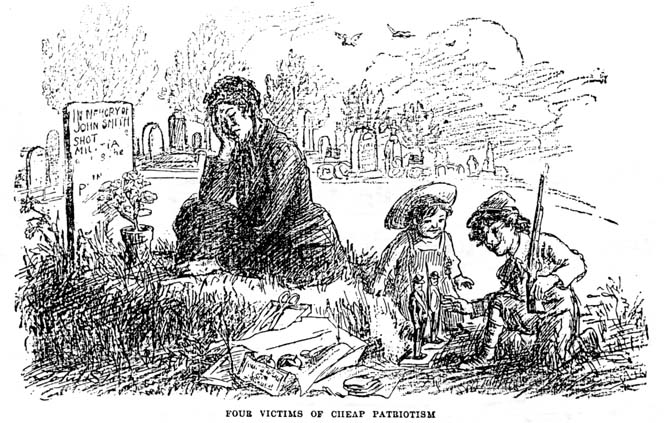
Quatre victimes d'un patriotisme bon marché (1910).

Il est la réaction de la raison et du sentiment dès que sévit le patriotisme et prend des formes diverses selon qu’il s’appuyait plus ou moins consciemment sur l’individualisme, sur l’amour pour tous les hommes, sur l’amour pour un homme (comme chez Camille, la sœur des Horaces) ou même sur une préférence raisonnée ou sentimentale pour les lois et les mœurs d’un pays étranger.
Il se réfère généralement à ceux qui ont des idées cosmopolites et sont généralement aussi antinationalistes et peut découler de la conviction que le patriotisme est erroné, car il oblige les personnes nées dans un pays, qu'elles le veuillent ou non, indépendamment de leur individualité, à l'amour du pays ou à se sacrifier pour lui, par conséquent, les gens qui s'opposent au patriotisme peuvent s'opposer à son autoritarisme. D'autres peuvent croire que le patriotisme conduit à la guerre en raison des différends géopolitiques de sorte qu'il peut être considéré à partir d'un point de vue pacifiste ou antimilitariste.
On utilisera habituellement les termes « cosmopolitisme » ou « citoyenneté mondiale » pour éviter la partialité d'« antipatriotisme » qui est utilisé de façon péjorative par ceux qui défendent le patriotisme ou le nationalisme.

## Histoire
(tiré de l'article « Antipatriotisme » par Han Ryner dans l'Encyclopédie anarchiste de Sébastien Faure.)
En Grèce, les sophistes sont antipatriotes. Socrate, (qui n'est pas un sophiste), proclame : « Je ne suis pas athénien, je suis citoyen du monde ». Il condamne la patrie au nom des « lois non écrites », c’est-à-dire au nom de la conscience. D’autres sophistes la rejettent au nom d’un individualisme plus intéressé. Cependant, leur contemporain Aristophane méprise sa démocratique patrie parce qu’il admire l’organisation aristocratique de Lacédémone. Xénophon finit par combattre sa patrie dans les rangs des Lacédémoniens.
Les philosophes cyrénaïques sont antipatriotes. L’un d’eux, Théodore l'Athée répète le mot de beaucoup de sages : « Le monde est ma patrie ». Il ajoute : « Se sacrifier à la Patrie, c’est renoncer à la sagesse pour sauver les fous ».
Les cyniques professent hardiment l’antipatriotisme. Antisthène se moque de ceux qui sont fiers d’être autochtones, gloire qu’ils partagent, fait-il remarquer, avec un certain nombre d’admirables limaces et de merveilleuses sauterelles. Diogène, pour railler l’activité émue des patriotes, roule son tonneau à travers une ville assiégée. Son disciple, le thébain Cratès déclare : « Je suis citoyen, non de Thèbes, mais de Diogène ».
Plutarque reproche aux épicuriens et aux stoïciens le dédaigneux antipatriotisme pratique qui les écarte de tous les emplois publics. L’épicurien n’admet que les sentiments d’élection et réserve son cœur à quelques amis qui peuvent être de n’importe quel pays. Le stoïcien étend son amour à tous les hommes. Il obéit à « la nature qui fait l’homme ami de l’homme, non par intérêt, mais de cœur ». Quatre siècles avant le christianisme, il invente la charité qui unit en une seule famille tous les participants à la raison, hommes et dieux.
Les premiers Chrétiens sont aussi antipatriotes que les stoïciens, les épicuriens et tous les autres sages. Ceux de Judée ne s’émeuvent point de la ruine de Jérusalem. Ceux de Rome prédisent obstinément la chute de Rome. Ils n’aiment que la patrie céleste et Tertullien dit encore en leur nom : « La chose qui nous est la plus étrangère, c’est la chose publique ». Ils sont fidèles à l’esprit de l’Évangile et à la parabole du Bon Samaritain.
Tolstoï dans Le Patriotisme et le Gouvernement montre combien « le patriotisme est une idée arriérée, inopportune et nuisible… Le patriotisme comme sentiment est un sentiment mauvais et nuisible ; comme doctrine est une doctrine insensée, puisqu’il est clair que, si chaque peuple et chaque État se tiennent pour le meilleur des peuples et des États, ils se trouveront tous dans une erreur grossière et nuisible ». Puis il explique comment « cette idée vieillie, quoiqu’elle soit en contradiction flagrante avec tout l’ordre de choses qui a changé sous d’autres rapports, continue à influencer les hommes et à diriger leurs actes ». Seuls les Gouvernants, utilisant la sottise facilement hypnotisable des peuples, trouvent « avantageux d’entretenir cette idée qui n’a plus aucun sens et aucune utilité ». Ils y réussissent parce qu’ils possèdent « les moyens les plus puissants pour influencer les hommes » (soumission de la presse et de l'université, police et armée, argent).